# Neuhof (Wertheim)
Neuhof ist ein Wohnplatz bei Vockenrot, einem Stadtteil auf der Gemarkung der Kernstadt Wertheim im Main-Tauber-Kreis in Baden-Württemberg.

## Geographie
Der Wohnplatz Neuhof befindet sich im Westen von Vockenrot und wird durch die Nassiger Straße vom restlichen Stadtteil getrennt.

## Geschichte
Seit dem 1. Januar 1973 liegt Neuhof im Main-Tauber-Kreis, da mit der Kreisreform der Landkreis Tauberbischofsheim im neu gebildeten Main-Tauber-Kreis aufging.

## Kulturdenkmale
Kulturdenkmale in der Nähe des Wohnplatzes sind in der Liste der Kulturdenkmale in Wertheim verzeichnet.

## Verkehr
Der Ort ist über die L 508 zu erreichen. Vor Ort befindet sich die gleichnamige Straße Neuhof.